# Neunburg vorm Wald

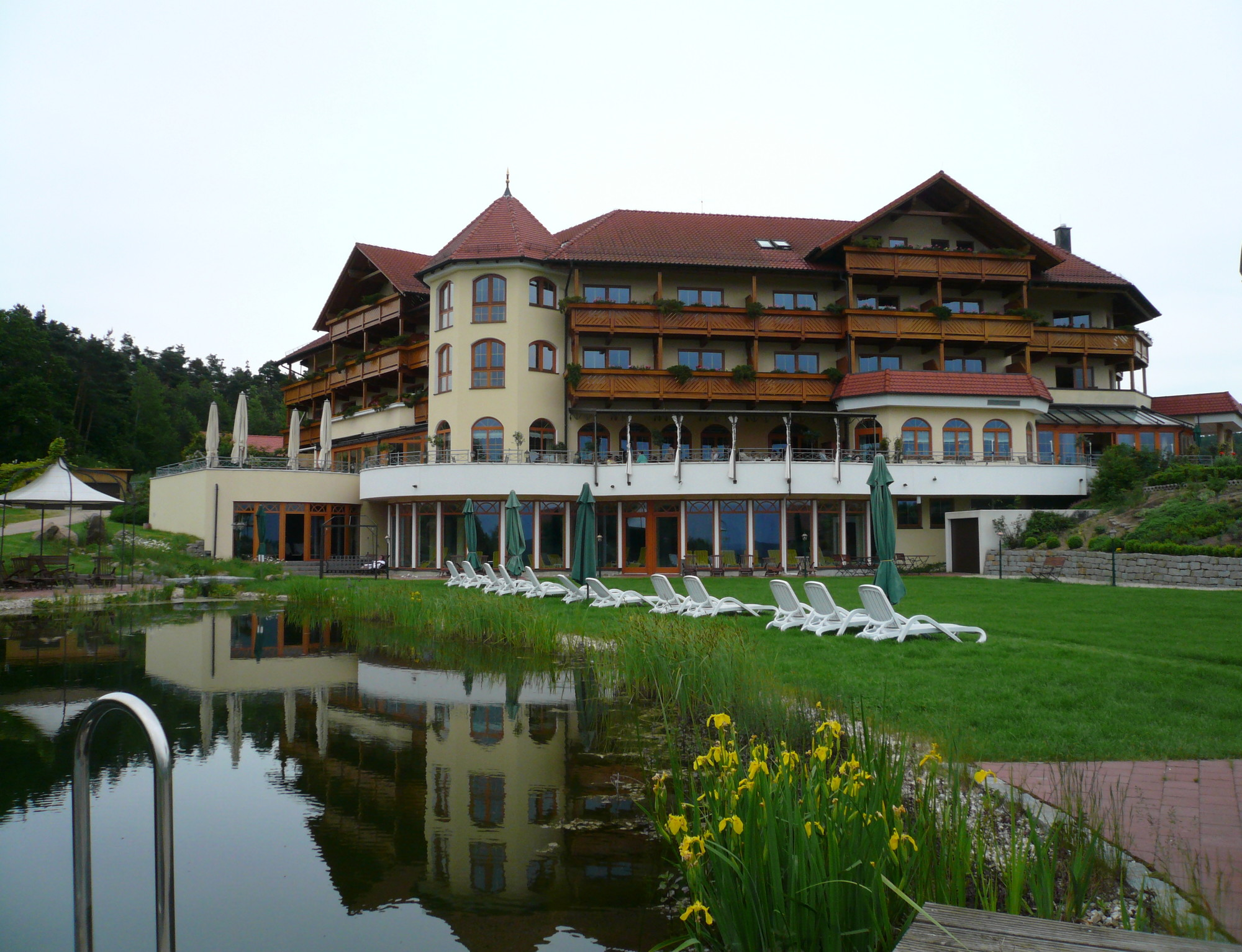
Hotel de cinco estrellas Der Birkenhof Spa & Genuss Resort, con el restaurante Obendorfers Eisvogel

Neunburg vorm Wald es una ciudad situada en el distrito de Schwandorf, en el estado federado de Baviera (Alemania). Tiene una población estimada, a fines de 2021, de 8275 habitantes.
Está ubicada al este del estado, en la región de Alto Palatinado, cerca de la orilla del río Naab —un afluente izquierdo del Danubio— y de la frontera con República Checa.
La ciudad es famosa por tener un restaurante con dos estrellas Michelin, el Obendorfers Eisvogel.